# Homokfúvás

A homokfúvás a közismert neve annak az eljárásnak, ahol apró szemcsék és magas nyomású levegő segítségével különféle felületeket tisztítanak, vagy díszítenek. Alapvetően szemcseszórásról van szó, de a korai időkben főként homokot használtak. Manapság a homokszóró anyagok széles palettája hozzáférhető, mind fajtában, mind szemcseméretben. A homokfúvás technológiája elsősorban rozsdátlanításra, festékeltávolításra, fémfelületek megtisztítására szolgál. Festés, galvanizálás esetén a felület-előkészítés alapja a szemcseszórás. Szinte minden fújható. A fémeken kívül fa, tégla, kő, kerámia, üveg és plexi tárgyak felülete is tisztítható, vagy mintázható, dekorálható. A homokfúvási eljárást Benjamin Chew Tilghman 1870 október 18-án szabadalmaztatta.

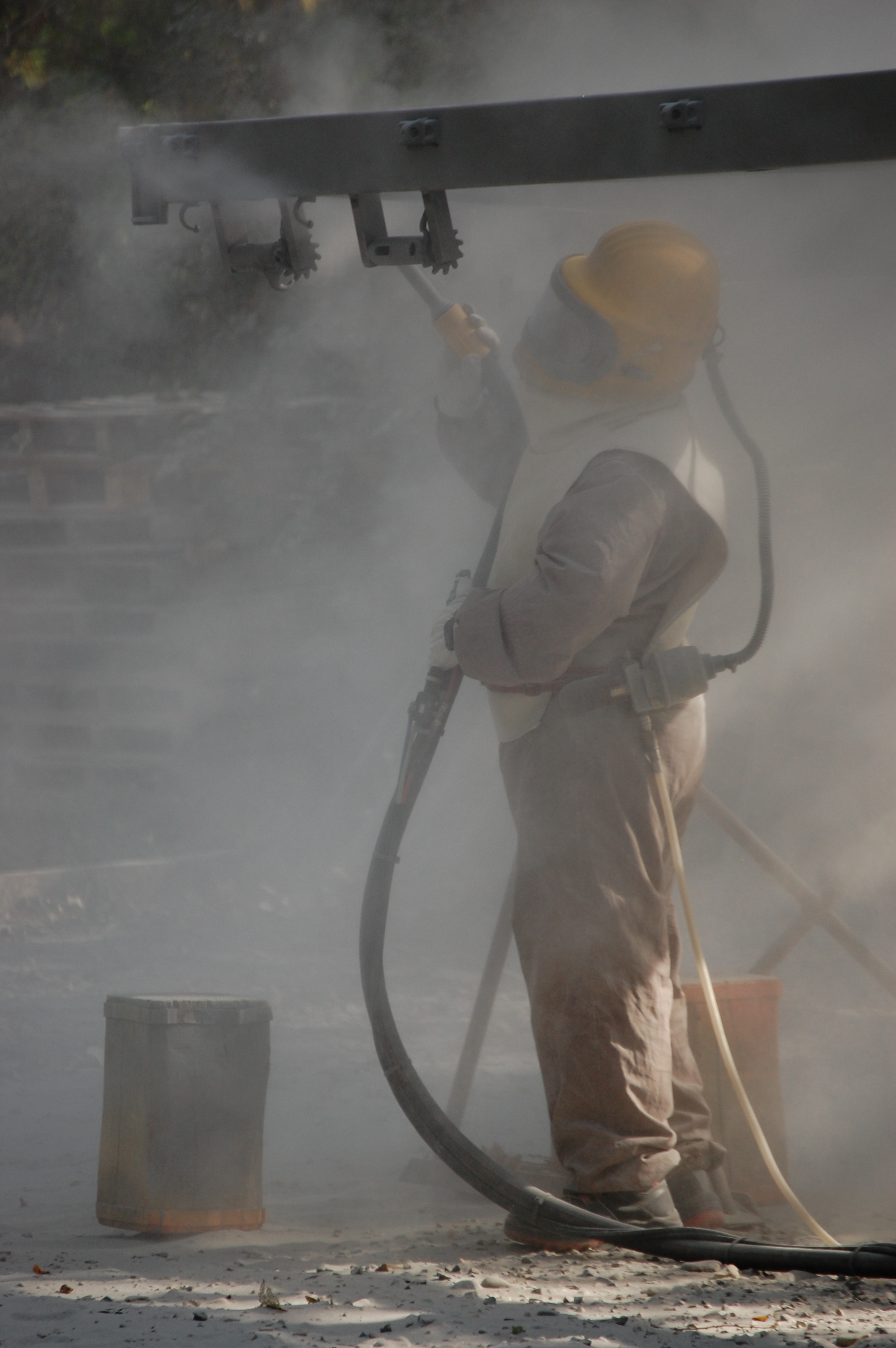
Homokfúvás

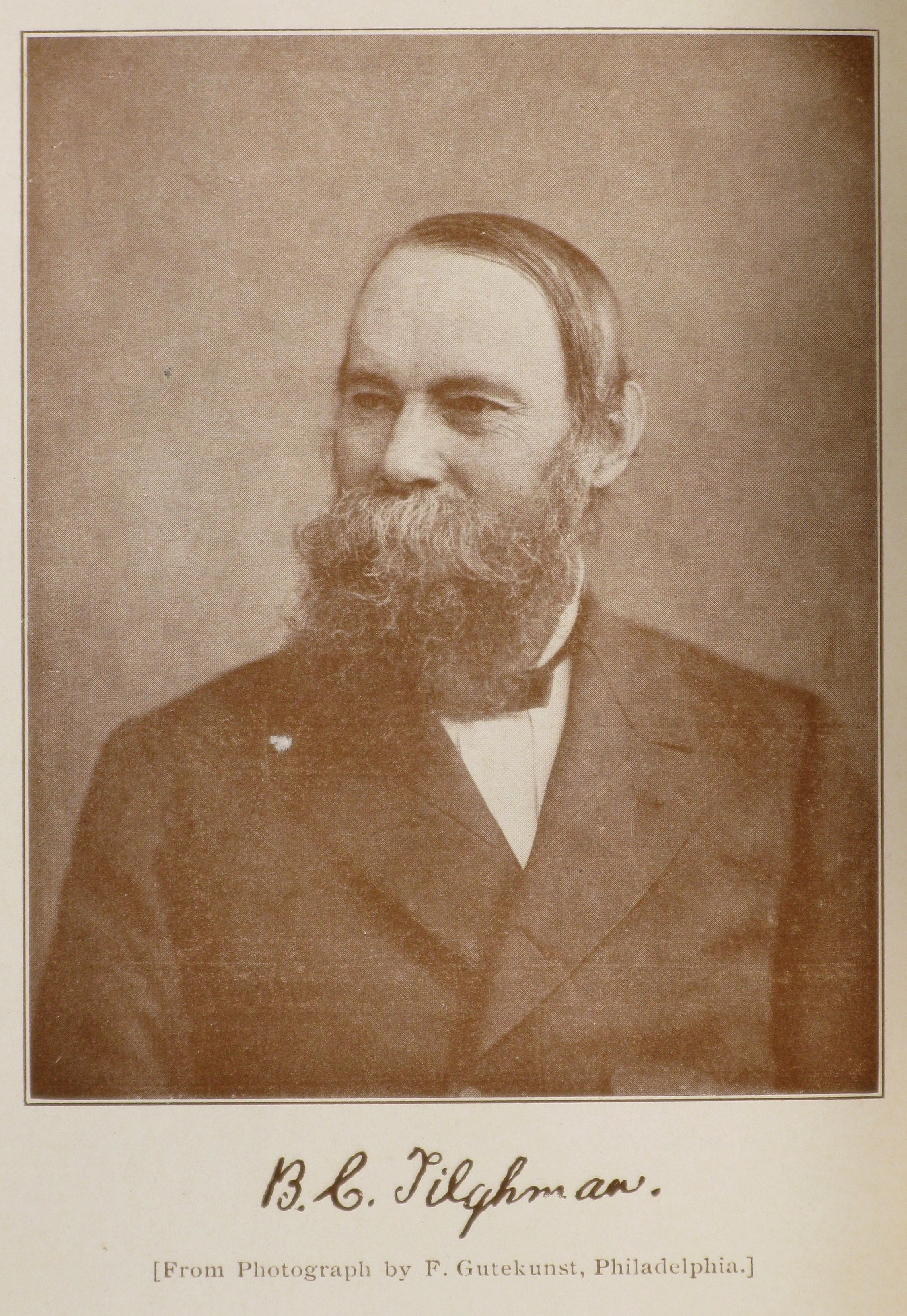
A homokfúvás feltalálója

Az eljárásnak több fajtája létezik. Van kültéri, beltéri, kamrában végzett. Alkalmazható szárazon, de egyes esetekben lehetőség van nedves formában is alkalmazni. A száraz eljárás nagy porral jár. A szóróanyagok eltérő fajtái és változó szemcseméretük a szórt felületet ért koptató hatásban és a felület alakváltozásában játszik szerepet. Üveggyöngy használatával például igen szép látványt nyújt a megszórt munkadarab.

## Száraz homokfúvás
A magas nyomású légáramba kerül a szóróanyag (leegyszerűsítve hasonló, mint a festékszórás, csak a nyomás jóval magasabb és a festék helyett itt szóróanyag kerül a szórópisztolyba). A szóróanyag a szórópisztolyon és fúvókán át nagy sebességgel a szórandó tárgy felé repül, ahol becsapódik és koptatja a felületet.
Az eljárás nagy porral jár. A szemcsék nagy sebességük miatt súlyos sérüléseket okozhatnak, ezért védőruha szükséges az eljárás során. Zárt kézi kamrában elég csak a kezek védelme. Teremben, vagy kültéri szórásnál a teljes testet fedő védőruházatra és tiszta levegő ellátással rendelkező védősisakra van szükség.

## Nedves homokfúvás
A száraz eljárással szemben itt nagynyomású vízzel keverik a szóróanyagot, így csökkentve a porképződést. Leginkább kültéri szórás esetén alkalmazzák, alapvetően festék, szennyeződés eltávolításra.

## Felhasználás
Rozsda, festék eltávolítás fémfelületekről. Festendő, galvanizálandó anyagok tapadási felületének növelése. Tégla, kő felületek tisztítása, mintázása. Üvegek finom és mély mintázása, átlátszóságának csökkentése. Fafelületek tisztítása, öregbítése.

## Eszközök
A homokfúváshoz alapvetően szükséges eszközök:
- Kompresszor
- Levegő puffertartály
- A nyomásnak megfelelő csövek
- Szórópisztoly
- Az adott feladathoz megfelelő fúvóka
- Szóróanyag tartály
- Homokszóró kamra (kültéri szórás esetén teljes testet fedő védőruha, tiszta levegőellátással rendelkező védősisak)
- Légelszívó
- Védőfelszerelések

## Szóróanyagok
Általánosan elterjedt homokszóró anyagok:
- Ásványi anyagok (homok)
- Alumínium korund
- Fémsörét
- Üveggyöngy